# Zomergem
Zomergem è un comune belga di 8 302 abitanti, situato nella provincia fiamminga delle Fiandre Orientali.